# Le Poids du silence
Pour plus de détails, voir Fiche technique et Distribution.
Le Poids du silence est un téléfilm français réalisé par Marc Barrat d'après un scénario de  Sophie Deschamps et David Mars.
Cette fiction est une coproduction de Vitamine C et 13 Productions pour France Télévisions.

## Fiche technique
Sauf indication contraire, les informations mentionnées dans cette section peuvent être confirmées par les bases de données cinématographiques  présentes dans la section « Liens externes ».
- Titre français : Le Poids du silence
- Réalisation : Marc Barrat[1]
- Scénario : Sophie Deschamps et David Mars[2]
- Production :
- Sociétés de production : Vitamine C et 13 Productions[1]
- Pays de production :  France
- Langue originale : français
- Format : couleur
- Genre : Drame[2]
- Durée : 90 minutes[1]
- Dates de première diffusion :

## Distribution
- Karine Pédurand : Betty
- Hélène Dabriou : Monette
- Aihan Seymour : Swann
- Mylan Darly : Mathis
- Suzanne Magry : Lola

## Production

### Genèse et développement
Cette fiction est une coproduction de Vitamine C et 13 Productions réalisée avec la participation de France Télévisions,,.
Le scénario est de la main de Sophie Deschamps et David Mars, et la réalisation est assurée par Marc Barrat.

### Tournage
Le tournage a lieu à partir du 8 juillet au 26 août 2025 en Guadeloupe,.